# Zuvanda
Zuvanda es un género de plantas con flores de la familia Brassicaceae. Comprende 3 especies descritas y aceptadas.

## Taxonomía
El género fue descrito por (F.Dvořák) Askerova y publicado en Bot. Zhurn. (Moscow & Leningrad) 70(4): 522. 1985

## Especies aceptadas
A continuación se brinda un listado de las especies del género Zuvanda aceptadas hasta julio de 2014, ordenadas alfabéticamente. Para cada una se indica el nombre binomial seguido del autor, abreviado según las convenciones y usos.
- Zuvanda crenulata Askerova
- Zuvanda exacoides Askerova
- Zuvanda meyeri (Boiss.) Askerova